# The Best of Acoustic Jethro Tull
The Best of Acoustic (2007) je výběrové album od skupiny Jethro Tull. Obsahuje některé z největších hitů skupiny vydaných od roku 1969, prezentovaných v akustické podobě.

## Seznam stop
1. Fat Man - 2:51
2. Life Is A Long Song - 3:18
3. Cheap Day Return - 1:22
4. Mother Goose - 3:53
5. Wond'ring Aloud - 1:55
6. Thick As A Brick (Intro) - 3:03
7. Skating Away (On The Thin Ice Of The New Day) - 4:11
8. Cold Wind To Valhalla (Intro)" - 1:29
9. One White Duck / Nothing At All - 4:38
10. Salamander - 2:51
11. Jack In The Green - 2:29
12. Velvet Green - 6:03
13. Dun Ringill - 2:41
14. Jack Frost And The Hooded Crow - 3:23
15. Under Wraps 2 - 2:14
16. Jack-A-Lynn - 4:56
17. Someday The Sun Won't Shine - 2:01
18. Broadford Bazaar - 3:39
19. The Water Carrier - 2:56
20. Rupi's Dance - 3:01
21. A Christmas Song - 2:41
22. Weathercock - 4:20
23. One Brown Mouse - 3:41
24. Pastime With Good Company (Live in Denmark) - 4:13